# Feldhockey-Europameisterschaft der Herren 1983
Die 4. Feldhockey-Europameisterschaft der Herren 1983 wurde vom 18. bis 28. August 1983 in Amsterdam, Niederlande ausgetragen. Titelverteidiger Deutschland beendete das Turnier als Dritter. Gastgeber Niederlande sicherte sich durch ein 12:10 im Siebenmeterschießen gegen die Sowjetunion ihren ersten Titel.

## Teilnehmer und Modus

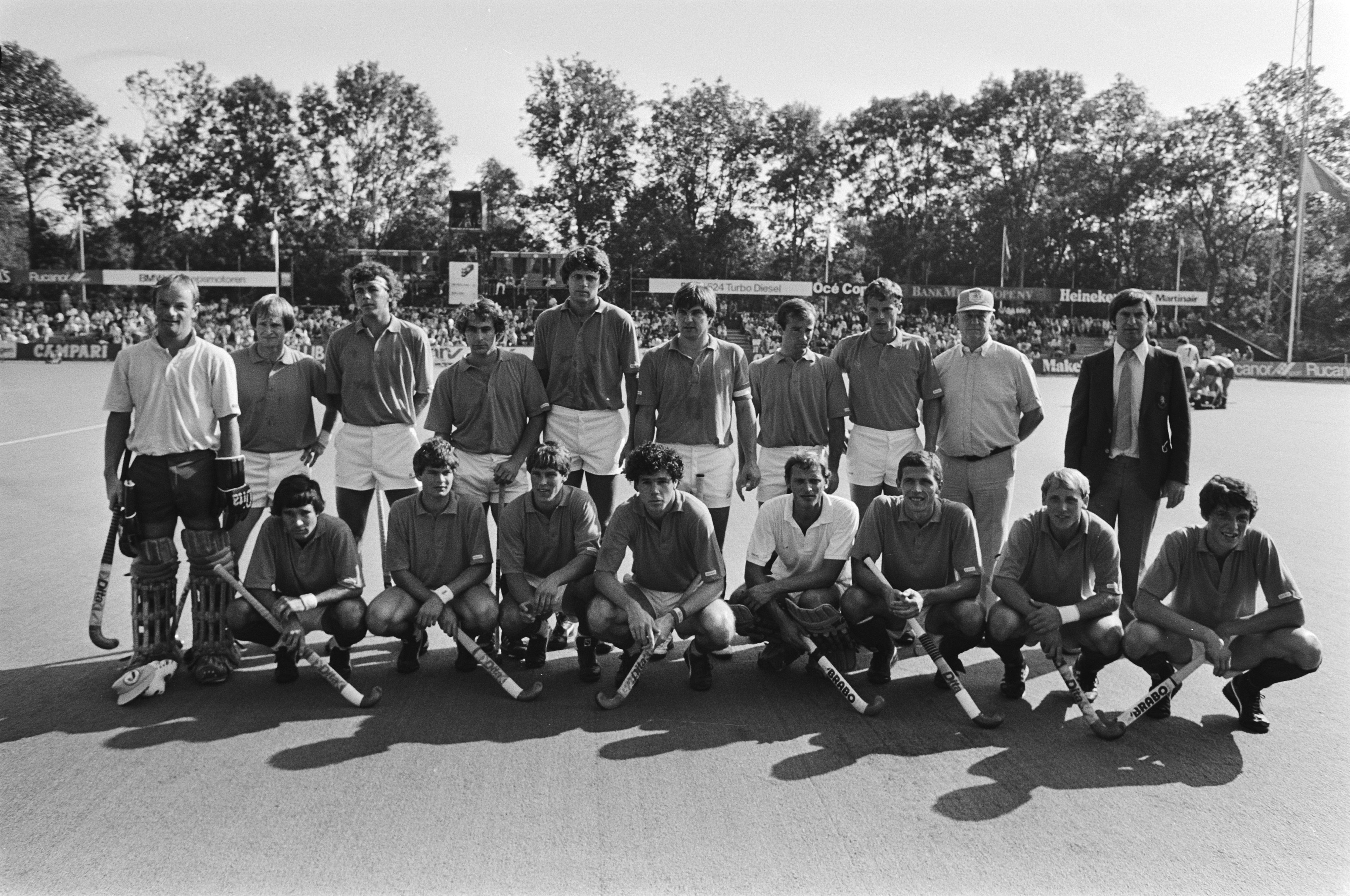
Kader der Niederlande vor dem Spiel gegen Irland, 18. August 1983

Es traten zwölf Mannschaften an. Die Niederlande als Gastgeber waren gesetzt, befanden sich neben Deutschland, England, Spanien, Polen und Wales aber auch unter den sechs Besten der Europameisterschaft 1978, die ebenso qualifiziert waren. Hinzu kamen die sechs Mannschaften Belgien, Schottland, Sowjetunion, Frankreich, Irland und Osterreich, die die Europameisterschaft über fünf Qualifikationsturniere bzw. -vergleiche erreichten. 
Nach der Gruppenphase, die in zwei Gruppen ausgespielt wurde, fanden die Platzierungsspiele statt. Dabei spielten die ersten beiden der Gruppen im Halbfinale, die Dritten und Vierten um die Plätze 5 bis 8 und die Fünften und Sechsten um die Plätze 9 bis 12.

## Spielplan

### Gruppenphase

#### Gruppe A
| Datum           | Team 1         | Team 2         | Ergebnis    |
| --------------- | -------------- | -------------- | ----------- |
| 18. August 1983 | BR Deutschland | Österreich     | 8 : 0       |
| 18. August 1983 | England        | Spanien        | 2 : 3       |
| 18. August 1983 | Frankreich     | Wales          | 1 : 1       |
| 19. August 1983 | Spanien        | Österreich     | 10 : 0      |
| 19. August 1983 | Wales          | England        | 0 : 2       |
| 19. August 1983 | Frankreich     | BR Deutschland | 1 : 3       |
| 21. August 1983 | England        | BR Deutschland | 3 : 4 (1:2) |
| 21. August 1983 | Österreich     | Frankreich     | 1 : 4 (1:4) |
| 21. August 1983 | Spanien        | Wales          | 4 : 0 (2:0) |
| 22. August 1983 | England        | Österreich     | 8 : 1       |
| 22. August 1983 | Frankreich     | Spanien        | 1 : 3       |
| 22. August 1983 | Wales          | BR Deutschland | 0 : 6       |
| 24. August 1983 | Wales          | Österreich     | 6 : 1       |
| 24. August 1983 | Frankreich     | England        | 1 : 1       |
| 24. August 1983 | Spanien        | BR Deutschland | 4 : 2 (1:0) |

Tabelle
| Rang | Land           | Spiele | Tore | Differenz | Punkte |
| ---- | -------------- | ------ | ---- | --------- | ------ |
| 1    | Spanien        | 5      | 24:5 | +18       | 10     |
| 2    | BR Deutschland | 5      | 23:8 | +15       | 8      |
| 3    | England        | 5      | 16:9 | +7        | 5      |
| 4    | Frankreich     | 5      | 8:9  | −1        | 4      |
| 5    | Wales          | 5      | 7:14 | −7        | 3      |
| 6    | Österreich     | 5      | 3:36 | −33       | 0      |

Legende: qualifiziert für das Halbfinale, qualifiziert für die Spiele um die Plätze 5–8, qualifiziert für die Spiele um die Plätze 9–12

#### Gruppe B
| Datum           | Team 1      | Team 2      | Ergebnis    |
| --------------- | ----------- | ----------- | ----------- |
| 18. August 1983 | Schottland  | Belgien     | 2 : 4       |
| 18. August 1983 | Niederlande | Irland      | 9 : 0       |
| 18. August 1983 | Sowjetunion | Polen       | 4 : 0       |
| 20. August 1983 | Belgien     | Sowjetunion | 0 : 3 (0:0) |
| 20. August 1983 | Polen       | Irland      | 1 : 2 (0:1) |
| 20. August 1983 | Schottland  | Niederlande | 1 : 2 (0:1) |
| 21. August 1983 | Niederlande | Sowjetunion | 2 : 2 (1:1) |
| 21. August 1983 | Schottland  | Irland      | 3 : 2 (2:1) |
| 21. August 1983 | Belgien     | Polen       | 2 : 1 (2:0) |
| 23. August 1983 | Niederlande | Polen       | 5 : 1 (0:1) |
| 23. August 1983 | Belgien     | Irland      | 0 : 0       |
| 23. August 1983 | Schottland  | Sowjetunion | 1 : 4 (1:1) |
| 24. August 1983 | Niederlande | Belgien     | 7 : 1       |
| 24. August 1983 | Sowjetunion | Irland      | 5 : 0       |
| 24. August 1983 | Schottland  | Polen       | 1 : 1       |

Tabelle
| Rang | Land        | Spiele | Tore | Differenz | Punkte |
| ---- | ----------- | ------ | ---- | --------- | ------ |
| 1    | Niederlande | 5      | 25:5 | +20       | 9      |
| 2    | Sowjetunion | 5      | 18:3 | +15       | 9      |
| 3    | Belgien     | 5      | 7:13 | −6        | 5      |
| 4    | Schottland  | 5      | 8:13 | −5        | 3      |
| 5    | Irland      | 5      | 4:18 | −14       | 3      |
| 6    | Polen       | 5      | 4:14 | −10       | 1      |

Legende: qualifiziert für das Halbfinale, qualifiziert für die Spiele um die Plätze 5–8, qualifiziert für die Spiele um die Plätze 9–12

### Platzierungsspiele

#### Spiele um die Plätze 9–12
| Datum           | Team 1     | Team 2 | Ergebnis |
| --------------- | ---------- | ------ | -------- |
| 26. August 1993 | Österreich | Irland | 0 : 4    |
| 26. August 1993 | Wales      | Polen  | 0 : 1    |

##### Spiel um Platz 11
| Datum           | Team 1     | Team 2 | Ergebnis |
| --------------- | ---------- | ------ | -------- |
| 27. August 1995 | Österreich | Wales  | 1 : 0    |

##### Spiel um Platz 9
| Datum           | Team 1 | Team 2 | Ergebnis |
| --------------- | ------ | ------ | -------- |
| 27. August 1995 | Polen  | Irland | 2 : 0    |

#### Spiele um die Plätze 5–8
| Datum           | Team 1     | Team 2     | Ergebnis    |
| --------------- | ---------- | ---------- | ----------- |
| 26. August 1993 | England    | Schottland | 2 : 1 n. 7m |
| 26. August 1993 | Frankreich | Belgien    | 2 : 1 (1:1) |

##### Spiel um Platz 7
| Datum           | Team 1     | Team 2  | Ergebnis |
| --------------- | ---------- | ------- | -------- |
| 27. August 1995 | Schottland | Belgien | 2 : 0    |

##### Spiel um Platz 5
| Datum           | Team 1  | Team 2     | Ergebnis    |
| --------------- | ------- | ---------- | ----------- |
| 27. August 1995 | England | Frankreich | 3 : 0 (1:0) |

#### Halbfinale
| Datum           | Team 1      | Team 2         | Ergebnis          |
| --------------- | ----------- | -------------- | ----------------- |
| 26. August 1993 | Spanien     | Sowjetunion    | 2 : 4 (0:2)       |
| 26. August 1993 | Niederlande | BR Deutschland | 4 : 1 n. V. (1:1) |

#### Spiel um Platz 3
| Datum           | Team 1         | Team 2  | Ergebnis    |
| --------------- | -------------- | ------- | ----------- |
| 28. August 1983 | BR Deutschland | Spanien | 3 : 1 (1:0) |

#### Finale
| Datum           | Team 1      | Team 2      | Ergebnis                      |
| --------------- | ----------- | ----------- | ----------------------------- |
| 28. August 1983 | Niederlande | Sowjetunion | 12 : 10 n. 7m (4:4, 2:2, 1:1) |

|  | Halbfinale          | Halbfinale  |                |   | Finale | Finale |
|  |                     |             |                |   |        |        |
|  | Niederlande         | 4 (1)       |                |   |        |        |
|  | BR Deutschland      | 1 (1)       |                |   |        |        |
|  | 31                  |             |                |   |        |        |
|  |                     |             | 40             |   |        |        |
|  | Niederlande         | 12 (2)      |                |   |        |        |
|  |                     | Sowjetunion | 10 (2)         |   |        |        |
|  |                     |             |                |   |        |        |
|  | Spiel um Platz drei |             |                |   |        |        |
|  | 32                  | 32          | BR Deutschland | 3 |        |        |
|  | Sowjetunion         | 4           | Spanien        | 1 |        |        |
|  | Spanien             | 2           |                |   | 39     | 39     |

## Abschlussplatzierungen
| Pl. | Team           |
| --- | -------------- |
|     | Niederlande    |
|     | Sowjetunion    |
|     | BR Deutschland |
| 4   | Spanien        |
| 5   | England        |
| 6   | Frankreich     |
| 7   | Schottland     |
| 8   | Belgien        |
| 9   | Polen          |
| 10  | Irland         |
| 11  | Österreich     |
| 12  | Wales          |

Die ersten Sechs (inklusive der Sowjetunion als Gastgeber) hatten sich für die Europameisterschaft 1987 qualifiziert.

## Europameister
Pierre Hermans, Lex Bos, Ewout van Asbeck, Roderik Bouwman, Cees Jan Diepeveen, Theo Doyer, Ties Kruize, Tim Steens, Maarten van Grimbergen, Arno den Hartog, Job van der Have, Tom van’t Hek, Jan Carel Jenniskens, Hidde Kruize, Eric Pierik, Marc Schaeffers